# Moiyabana
Moiyabana é uma vila localizada no Distrito Central em Botswana. Possuía, em 2011, uma população estimada de 3 571 habitantes.